# Gulbukig klockgroda
Gulbukig klockgroda (Bombina variegata) är en art i familjen Bombinatoridae som tillhör ordningen stjärtlösa groddjur.

## Utseende

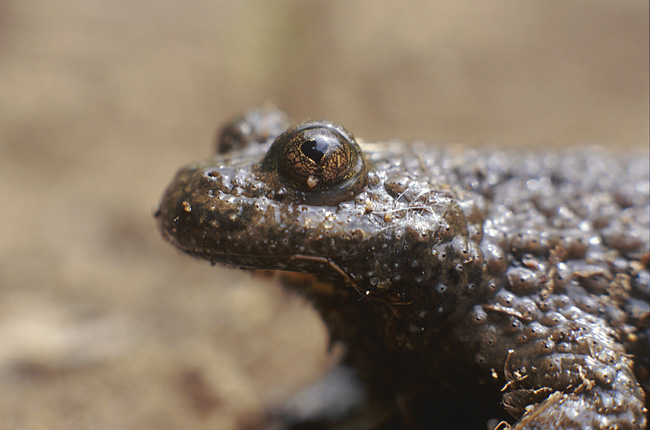
Närbild på den triangelformade pupillen

Paddliknande groda med ryggen tätt besatt med vårtor. Framtårna är skilda och bakre tårna förenade genom simhud. Ryggen har en gråbrun eller olivgrön färg och undersidan är blåsvart med klargula till orange fläckar. Längden går upp till 55 mm. Ögonen är uppåtriktade och pupillen triangelformad. Den är mycket lik klockgrodan, men skiljs från denna genom bukfärgen.

## Utbredning
Den gulbukiga klockgrodans utbredningsområde sträcker sig från mellersta Frankrike, södra Tyskland, Schweiz, italienska fastlandet (med isolerade förekomster på Sicilien), Karpaterna och Balkan. Den har introducerats i Storbritannien, men populationens öde är okänt..

## Vanor
Den gulbukiga klockgrodan är en sällskaplig art som vistas i eller nära vatten som sjöar, dammar, bäckar, floder, flodängar, träskmarker, tillfälliga vattensamlingar, skog (barrskog, lövskog såväl som blandskog). Den går högre upp än klockgrodan, och återfinns oftast på höjder mellan 100 och 2 100 m. Lätet är melodiskt, men svagare än klockgrodans. Den är främst dagaktiv, men kan vara i rörelse även nattetid. Arten har insekter, daggmaskar och blötdjur som föda.
Den är inaktiv under vintern, från november till februari.

## Parning

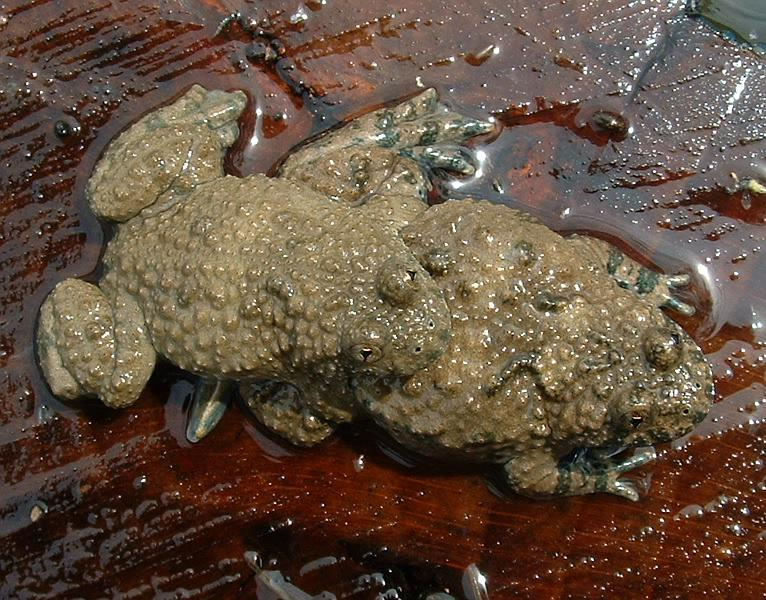
Två gulbukiga klockgrodor i amplexus

Arten kan vandra en längre sträcka från vintergömstället till platsen där den fortplanta sig. Den gulbukiga klockgrodan leker i april till augusti. Amplexus (hanens omklamrande av honan i samband med leken) sker strax framför bakbenen.
Äggen lägges lösa eller i mindre klumpar på vattenväxter. Cirka efter åtta dagar kläcks äggen. Den första metamorfosen sker efter cirka en månad och de full utvecklade grodorna är ungefär 15 mm långa. Ibland övervintrar ofullständig utvecklade individer. Ungarna blir könsmogna under tredje levnadsåret och vissa exemplar kan leva 26 år.